# Campeonato Europeo de Rugby League División C 2010
El Campeonato Europeo de Rugby League División C de 2010 fue la tercera edición del torneo de tercera división europeo de Rugby League.

## Equipos
- Malta
- Noruega

## Posiciones
| Equipo  | Encuentros | Encuentros | Encuentros | Encuentros | Tantos  | Tantos    | Tantos     | Puntos |
| Equipo  | jugados    | ganados    | empatados  | perdidos   | a favor | en contra | diferencia | Puntos |
| ------- | ---------- | ---------- | ---------- | ---------- | ------- | --------- | ---------- | ------ |
| Malta   | 1          | 1          | 0          | 0          | 30      | 20        | +10        | 2      |
| Noruega | 1          | 0          | 0          | 1          | 20      | 30        | -10        | 0      |

### Partidos
| 4 de junio | Malta | 30 - 20 | Noruega |  |  |

| Bandera de Malta |
| Campeón Malta    |
| Primer título    |